# Alignement de Man Liesse
L' alignement de Man Liesse, appelé aussi alignement du Narbon, est un alignement mégalithique en grande partie ruiné situé à Erdeven dans le département français du Morbihan.

## Protection
L'ensemble est inscrit au titre des monuments historiques par arrêté du 24 juillet 2023. Depuis 2025, il forme un site des mégalithes de Carnac et des rives du Morbihan, bien inscrit au patrimoine mondial.

## Description
Le site mégalithique est situé à 400 m au nord-ouest du moulin du Narbon, un lieu-dit de la commune d'Erdeven, sur un affleurement granitique.
L'alignement est ruiné. Il se compose d'une dizaine de blocs couchés et de deux ou trois blocs, d'environ 1,80 m de hauteur encore debout ; plusieurs autres pierres semblent être intégrées aux muret délimitant la parcelle.